# Халил Алтинтоп
Халил Алтинтоп (тур. Halil Altıntop; 8. децембар 1982) бивши је турски фудбалер који је играo на позицији везног играча. Његов брат близанац Хамит Алтинтоп је такође бивши фудбалер.